# Life of a Bootblack
Life of a Bootblack è un cortometraggio muto del 1907 diretto da Gilbert M. 'Broncho Billy' Anderson.

## Trama
Un piccolo lustrascarpe scappa da casa volendo sfuggire ai maltrattamenti del patrigno, un ubriacone violento. Si troverà al centro di episodi drammatici, ma anche di momenti di allegria. La morale della storia è quella che l'onestà viene sempre ricompensata.

## Produzione
Il film fu prodotto dalla Essanay Film Manufacturing Company.

## Distribuzione
Il film - un cortometraggio in una bobina - uscì nelle sale cinematografiche USA il 7 settembre 1907.